# Wonston
Wonston är en ort och civil parish i Storbritannien.   Den ligger i grevskapet Hampshire och riksdelen England, i den södra delen av landet, 90 km väster om huvudstaden London. Wonston ligger 64 meter över havet och antalet invånare är 1 283.
Terrängen runt Wonston är huvudsakligen platt. Wonston ligger nere i en dal. Runt Wonston är det ganska tätbefolkat, med 172 invånare per kvadratkilometer. Närmaste större samhälle är Winchester, 9,7 km söder om Wonston. Trakten runt Wonston består till största delen av jordbruksmark.